# Over Now
Over Now é uma canção da banda de rock Americana Alice in Chains, lançada no álbum auto-intitulado de 1995. Similar a Heaven Beside You, demonstra uma maior parte de trabalho vocal do guitarrista Jerry Cantrell, com o vocalista Layne Staley apenas harmonizando no refrão. A canção entrou nas duas paradas de rock da Billboard. A versão acústica da canção gravada no show MTV Unplugged foi lançada como single em 1996. O video da performance é considerado um videoclipe. A canção está presente na compilação The Essential Alice in Chains de 2006. Foi tocada massivamente nas relações de músicas da parte acústica dos concertos da turnê de reunião do Alice in Chains em 2006.
Jerry Cantrell, sobre a canção, no encarte do box-set Music Bank de 1999:
| “ | Muitas coisas profundas nela, um grande número épico. E também, você pode se sair bem com uma música longa no final de um álbum. | ” |